# European Sports Media
Die European Sports Media (kurz ESM, früher European Sports Magazines) sind ein Zusammenschluss von ursprünglich nur europäischen Sport-Magazinen, mit Schwerpunkt Fußball. Die Mitglieder wählen jeweils eine europäische Elf des Monats und des Jahres. Ebenso wird der Goldene Schuh, die Trophäe für den Gewinner der europäischen Torjägerliste, vergeben. Die ESM zeichnen auch verantwortlich für die Computertabelle, eine Rangliste der europäischen Fußballvereine.

## Geschichte
Die Gründungsmitglieder dieses Zusammenschlusses waren:
| - A Bola - Don Balón - Kicker - La Gazzetta dello Sport - Onze Mondial | - Sport - Sport Magazine - Voetbal International - World Soccer |

France Football ersetzte 1997 Onze Mondial als französisches Mitglied, verließ den Zusammenschluss jedoch wieder vor der Saison 2001/02. Sport aus der Schweiz wurde 1999 aufgrund finanzieller Probleme eingestellt. Sport-Express aus Russland wurde zu Beginn des Jahres 2002 aufgenommen, Fanatik aus der Türkei trat Anfang 2003 bei, TIPS-bladet aus Dänemark folgte Mitte desselben Jahres. Danach kam unter anderem die Frankfurter Allgemeine Zeitung als weiteres deutschsprachiges Mitglied hinzu.
Die ESM setzten sich 2020 aus folgenden Publikationen zusammen:
| - A Bola - Fanatik - ELF Voetbal - Kicker - Sport-Express | - Sport Magazine - Tipsbladet - telesport / De Telegraf - Frankfurter Allgemeine Zeitung - World Soccer | - Marca - So Foot - Nemzeti Sport - La Gazzetta dello Sport |

Weitere frühere Mitglieder:
- Kick Off
- Netease Sports
- Titan Sports

Im Jahr 2004 trat Afrique Football (Frankreich) als assoziiertes Mitglied bei.